# Un nome da torero
Un nome da torero (tit. orig. Nombre de torero) è un romanzo noir scritto nel 1994 da Luis Sepúlveda.
Tra i capolavori di quello che è stato definito "l'enfant prodige letterario dell'America Latina", Un nome da torero merita un posto a sé. Non è infatti solo un romanzo poliziesco asciutto ed efficace, ma anche un grande racconto di avventura, carico di ironia disincantata e della saggezza di chi, dopo una vita in esilio, non appartiene più a nessun luogo e a nessuna fede, e proprio per questo non vuole rinunciare ai propri sogni ed alle proprie speranze.
Un nome da torero è il romanzo cui Sepúlveda confessa di sentirsi più sentimentalmente legato per via del protagonista, forse quello di maggior ispirazione autobiografica creato dall'autore.
È stato finalista del premio letterario Hammett 1995.

## Trama
In una Berlino ormai liberata dal Muro, un ex guerrigliero cileno che porta il nome di un famoso torero, Juan Belmonte, viene incaricato di recuperare il tesoro della Collezione della Mezzaluna Errante, trafugato in un Cile tornato da poco alla democrazia. Belmonte accetta l'incarico, spinto anche dallo struggente desiderio di ritrovare la donna che ama.
Ma c'è anche qualcun altro interessato a quelle monete: un ufficiale dei servizi segreti della Germania Est, spietato e pericoloso. Comincia così per l'ignaro Belmonte un duro inseguimento, che dall'Europa lo porterà fino alla Terra del Fuoco.